# Crustaphytum
Crustaphytum, rod crvenih algi iz potporodice Melobesioideae, dio porodice Hapalidiaceae. Postoje dvije vrste, jedna uz atlantsku obalu Brazila (otkrivena 2020. godine), druga u Pacifiku, po čemu su vrste i imenovane
Rod i obje vrste taksonomski su priznati.

## Vrste
1. Crustaphytum atlanticum Jesionek, Bahia & Amado-Filho, 2020
2. Crustaphytum pacificum L.-C.Liu & S.-M.Lin